# Steffi Buchli
Stefanie «Steffi» Elisabeth Buchli Kohler (* 19. September 1978) ist eine Schweizer Medienmanagerin und Sportjournalistin. Seit November 2023 ist Buchli «Chief Content Officer» von Blick und Geschäftsleitungsmitglied bei Ringier Medien Schweiz.

## Leben
Buchli ist in Dübendorf aufgewachsen. Nach der Matura und einer kaufmännischen Grundausbildung bei einer Grossbank wechselte sie in die Medienbranche. Sie begann als Redaktorin bei Radio Zürisee. Es folgte der Wechsel zu Radio 24 und 2003 zum SF DRS.
Bei SF DRS und später SRF arbeitete Buchli als Redaktorin und ab 2006 zusätzlich als Moderatorin, so bei Sport aktuell, sportlive und sportlounge. Letztere wurde 2017 abgesetzt. Sie war mehrere Jahre Moderatorin der Sports Awards auf SRF 1. Im Dezember 2010 moderierte Buchli zusammen mit Rainer Maria Salzgeber die Tennis-Exhibition „Match for Africa“ im Zürcher Hallenstadion.
Die Schwerpunkt-Sportart von Buchli bei SRF war Eishockey. Bei Weltmeisterschaften und in den nationalen Playoffs war sie Gastgeberin im Studio oder als Aussenreporterin im Einsatz. Buchli spielte selber Unihockey und wurde mit den Red Ants Rychenberg Winterthur zwei Mal Schweizermeisterin.
Steffi Buchli verliess SRF 2017 und war bis Ende 2020 Programmchefin und Moderatorin beim privaten Schweizer Sportsender MySports von UPC Schweiz. Im Mai 2020 wurde bekanntgegeben, dass Steffi Buchli per 1. Januar 2021 zum Blick wechselt und dort Sport-Chefredaktorin wird. Ab November 2020 nimmt Buchli als fester Teil des Ratepanels bei The Masked Singer Switzerland teil. Von März bis Juli 2023 hat sie zusammen mit Andreas Dietrich die publizistische Verantwortung des Blicks übernommen, da der Chefredaktor Christian Dorer für sechs Monate eine Auszeit genommen hat. Im August 2023 teilte Ringier, der Blick-Eigentümer, mit, dass Dorer nach seiner Auszeit nicht mehr als Chefredaktor zurückkehren wird. Gleichzeitig gab Ringier bekannt, dass Steffi Buchli dort «Chief Content Officer» wird. Gemeinsam mit Sandro Inguscio, der den neuen Bereich «Digital & Distribution» führt, verantwortet Buchli den Newsroom des Blicks. Seit August 2023 gehört Buchli der sechsköpfigen Blick-Geschäftsleitung an. Am 28. November 2023 gab die Wettbewerbskommission grünes Licht für die Übernahme von Ringier Axel Springer Schweiz (Rasch) durch Ringier, zu der die Blick-Gruppe gehörte. Die Rasch-Medientitel und die Blick-Gruppe wurden unter dem Dach von Ringier Medien Schweiz vereint. Buchli ist seit da Geschäftsleitungsmitglied und Chief Content Officer von Ringier Medien Schweiz.

## Privates
Sie heiratete 2010 Florian Kohler, der früher als TV-Produzent und als CEO der Swiss Ice Hockey Federation tätig war. Sie wohnt mit Kind und Mann am Zürichsee.

## Auszeichnung
- «Sportjournalistin des Jahres 2016» bei der Online-Umfrage unter 1400 Schweizer Journalisten des Branchenmagazins Schweizer Journalist.[17]
- 3. Platz in der Kategorie «Chefredaktorin des Jahres 2023» vom Branchenmagazin «Schweizer Journalist»[18]